# استان دنیپروپتروفسک
استان دنیپروپتروفسک (به اوکراینی: Дніпропетровська область) یکی از استان‌های مرکزی کشور اوکراین است، این استان در یک منطقه صنعتی مهم واقع شده است. مرکز این استان شهر دنیپروپتروفسکمی‌باشد. جمعیت این استان ۳,۰۹۶,۴۸۵  نفر (تخمین ۲۰۲۲), نفر است. تقریباً ۸۰٪ از جمعیت آن در مراکز اداری دنیپرو، کریوی ریه، کامیانسکه، نیکوپول و پاولوهراد زندگی می‌کنند. رود دنیپر از میان این استان می‌گذرد.

## شهرهای استان دنیپروپتروفسک
| - دنیپروپتروفسک - کریفیی ریه - دنیپرودزرژینسک - نیکوپول - پاولوهراد - نوووموسکوفسک - ژوفتی وودی - مارهانتس - اورجونیکیدزه - سینلنیکوفه | - ترنیفکا - پرشوتراونسک - ویلنوهیرسک - پیاتیخاتکی - پیدهورودنه - ورخنودنیپروفسک - آپوستولوفه - زلنودولسک - ورخیفتسفه - پرشچپینه |  |

## نگارخانه

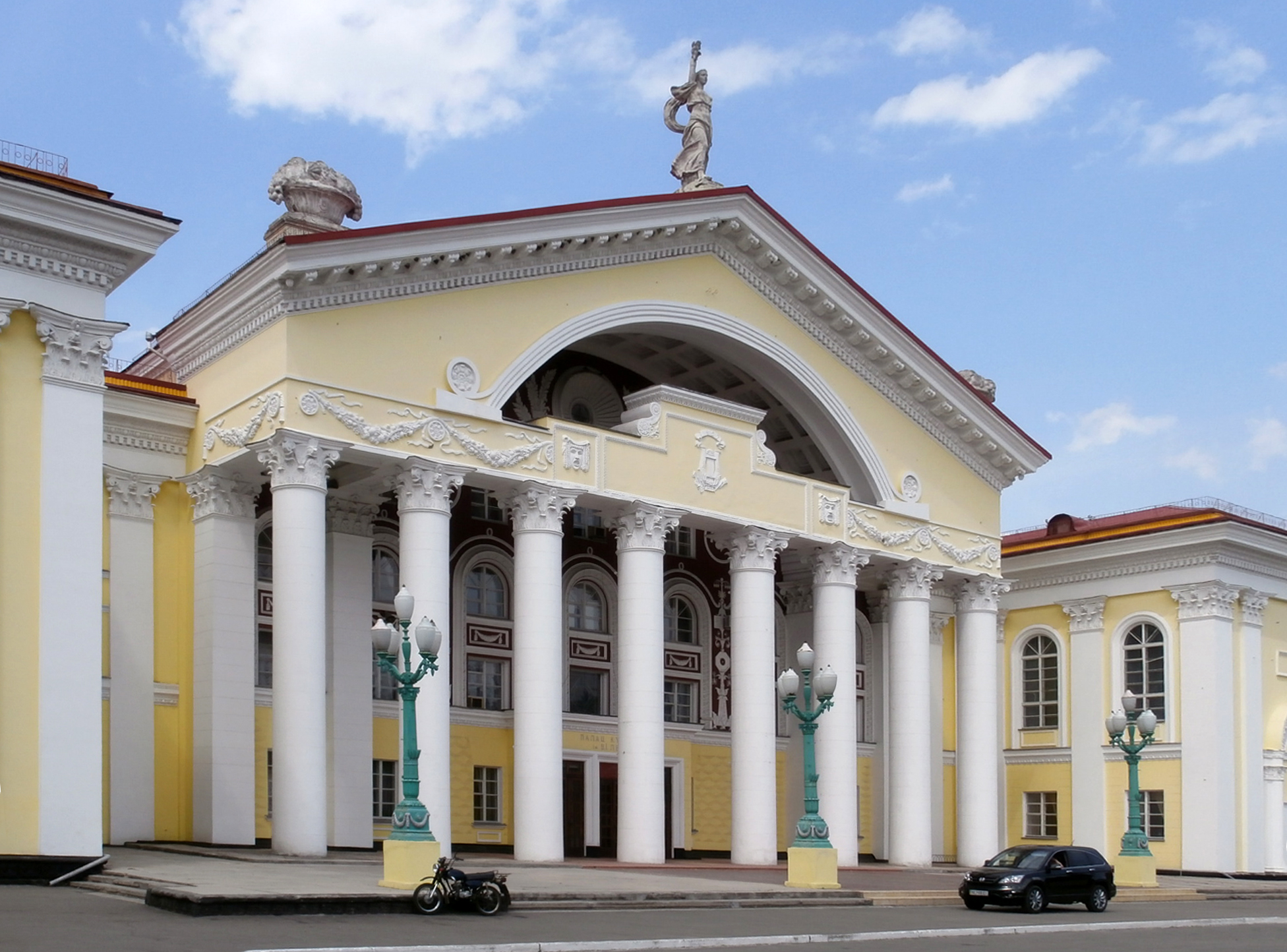
کاخ فرهنگ در ژووتی وودی
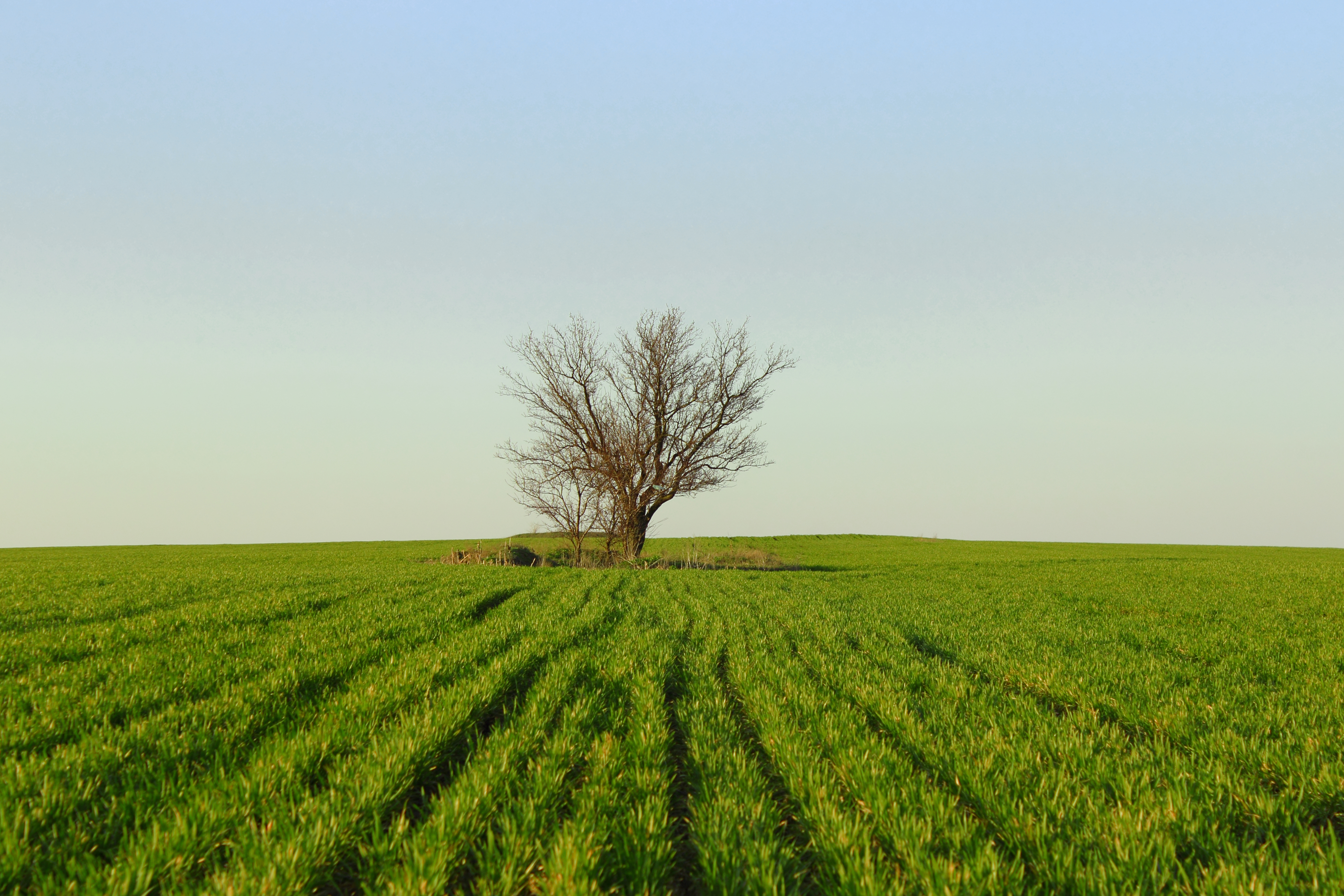
سهمیه خانواده
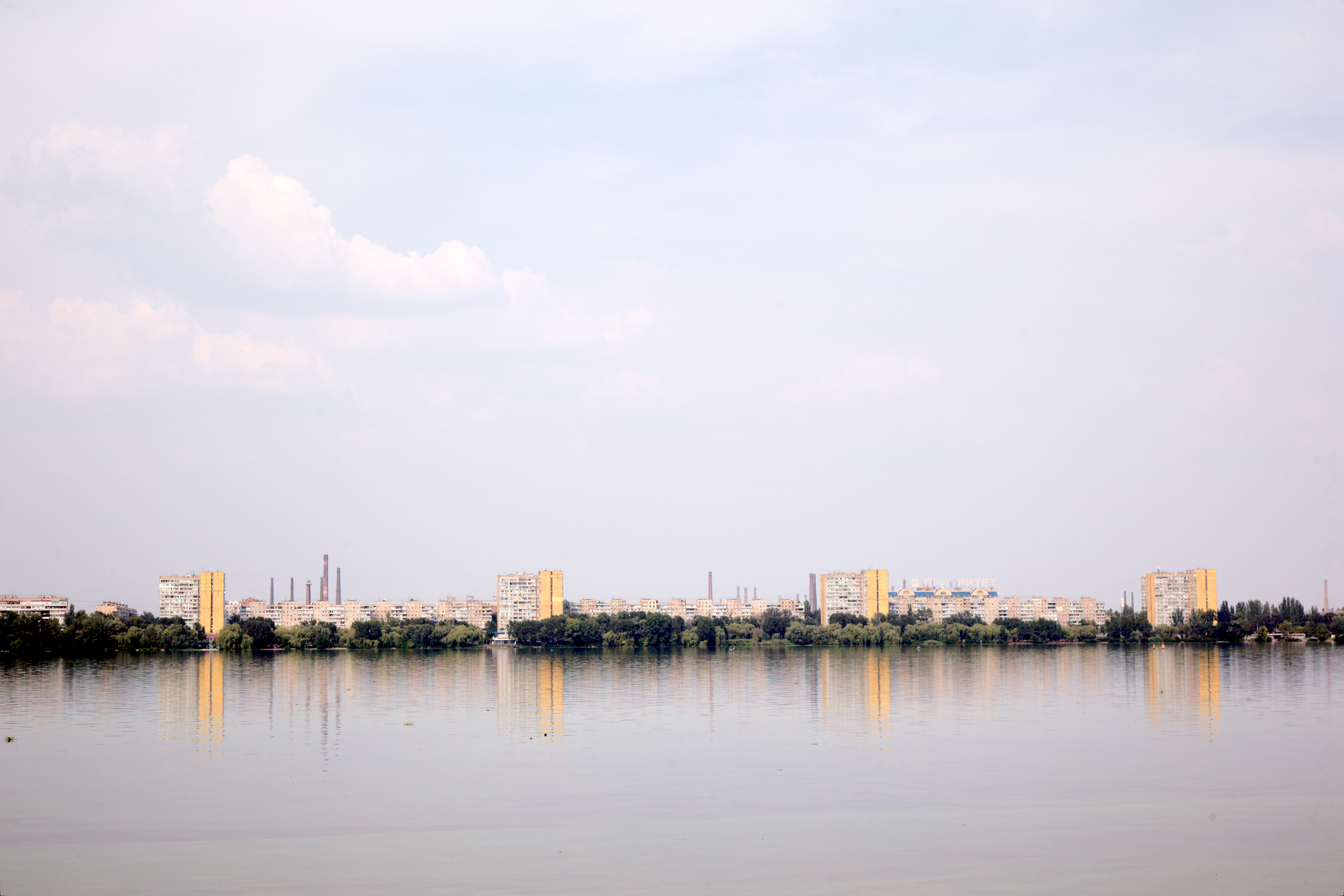
رود دنیبپر
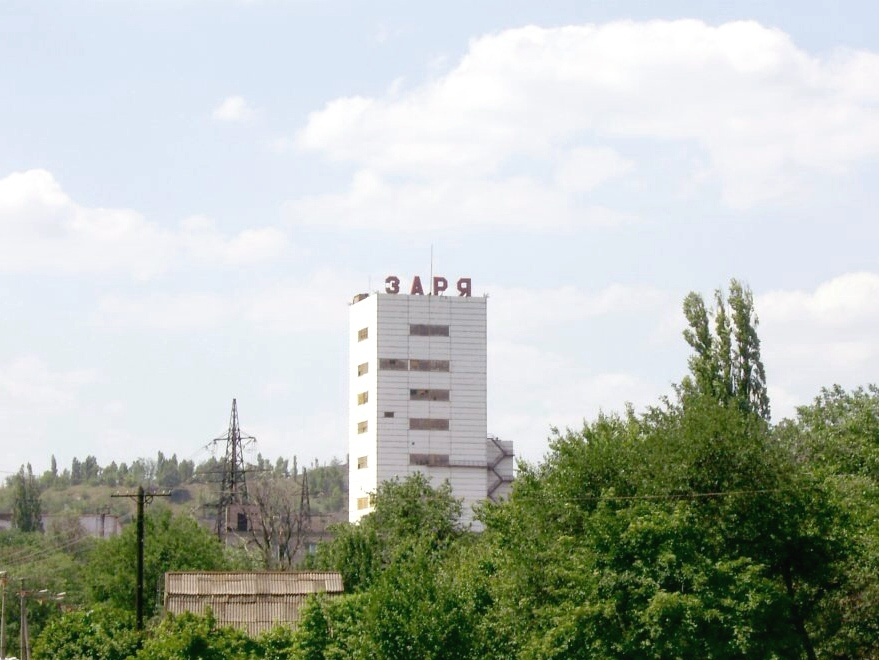
معدن پوکروفسکا در کریوی ریه
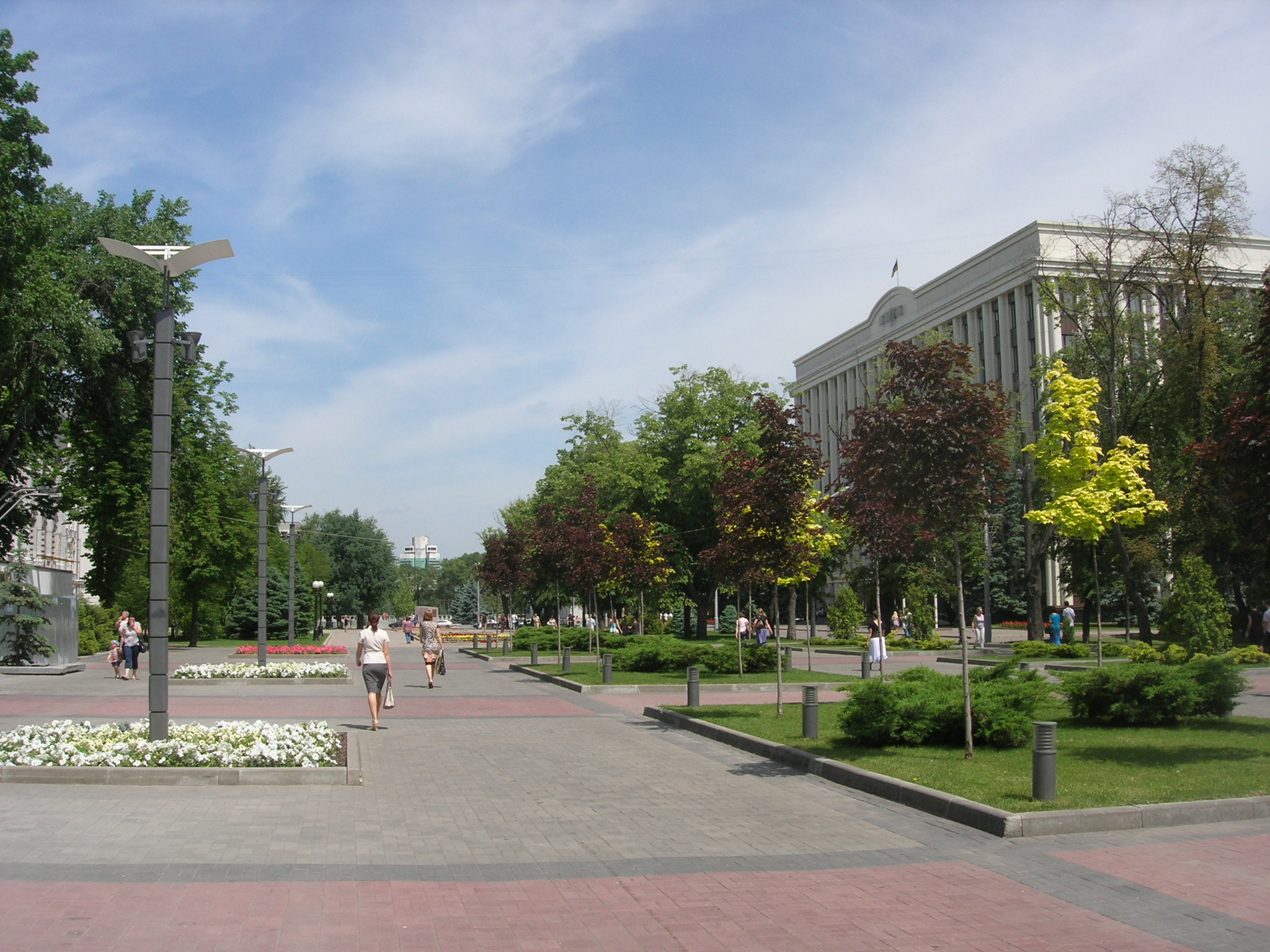
اداره ایالتی منطقه دنیپروپتروفسک